# الخطاطبة (تامدا)
الخطاطبة هي إحدى مشيخات المملكة المغربية، تتبع جغرافيا لإقليم سيدي بنور وإداريًا لتامدا. يقدر عدد سكانها بـ 3195 نسمة حسب الإحصاء الرسمي للسكان والسكنى لسنة 2004.